# 石垣村 (大分県)
石垣村（いしがきむら）は、大分県速見郡にあった村。現在の別府市の一部にあたる。

## 地理
春木川の下流域に位置していた。
- 海洋：別府湾[2]
- 山岳：鶴見岳[2]

## 歴史
- 1889年（明治22年）4月1日、町村制の施行により、速見郡南立石村、東山村、南石垣村、北石垣村が合併して村制施行し、石垣村が発足[1][2]。旧村名を継承した南立石、東山、南石垣、北石垣の4大字を編成[2]。
- 1935年（昭和10年）9月4日、別府市に編入され廃止[1][2]。

### 地名の由来
鶴見岳の噴出岩で石垣を造ったことから。

## 産業
- 農業